# En riktig hundjul
En riktig hundjul (engelska: Mickey's Good Deed, även kallad Mickey's Lucky Break) är en amerikansk animerad kortfilm med Musse Pigg från 1932. Filmen är en julfilm och en tidig Musse Pigg-film med jultema.

## Handling
Musse Pigg försörjer sig som gatumusikant och spelar julsånger på kontrabas, men till sin besvikelse får han stenar och andra saker kastade efter sig. Han ställer sig utanför en rik mans fönster vars bråkiga son vill köpa Musses hund Pluto. Musse går dock inte med på det, men samtidigt som basen blir förstörd får han se ett hus med fattiga och föräldralösa barn. Då går han med på att sälja.
Han bestämmer sig under tiden för att klä ut sig till jultomte och köpa julklappar till barnen för pengarna han fick för Pluto. Det dröjer inte länge förrän Musse och Pluto återförenas efter att han kastats ut av familjen, varpå den rike mannen ger sin son stryk. Vid återföreningen märker de att Pluto fått en julkalkon knuten runt svansen.

## Om filmen
Filmen är den 50:e Musse Pigg-kortfilmen som producerades och den fjortonde och sista som lanserades år 1932.

## Rollista
- Walt Disney – Musse Pigg, Adelbert
- Pinto Colvig – Pluto[10]